# Ezekiel Alebua
Ezekiel Alebua (Avuavu, giugno 1947 – Haimatua, 7 agosto 2022) è stato un politico salomonese, Primo ministro delle Isole Salomone dal 1º dicembre 1986 al 28 marzo 1989.

## Biografia
Esponente del Partito Unito delle Isole Salomone, oltre alla carica di Primo Ministro occupò anche il ruolo di Ministro degli Esteri dal 1981 al 1982 e di presidente della Provincia di Guadalcanal dal 1998 al 2003; in quest'ultima veste, si oppose alle istanze indipendentistiche sorte all'interno dell'isola.
Il 1º giugno 2001 fu vittima di un attentato, messo in atto dal gruppo rivoluzionario di Harold Keke, ma riuscì a sopravvivere.
Morì nel 2022 a seguito di una lunga malattia.